# Molophilus (Molophilus) catamarcensis
Molophilus (Molophilus) catamarcensis is een tweevleugelige uit de familie steltmuggen (Limoniidae). De soort komt voor in het Neotropisch gebied.